# Bisdom Crateús
Het bisdom Crateús (Latijn: Dioecesis Crateopolitana) is een rooms-katholiek bisdom met als zetel Crateús, in Brazilië. Het bisdom is suffragaan aan het aartsbisdom Fortaleza.

## Geschiedenis
Het bisdom werd opgericht op 28 september 1963, uit delen van de bisdommen Iguatu en Sobral.

## Parochies
Het bisdom had in 2021 een oppervlakte van 21.817 km2 en telde 422.900 inwoners waarvan 91,5% rooms-katholiek was.

## Bisschoppen
- Antônio Batista Fragoso (28 april 1964 - 18 februari 1998)
- Jacinto Furtado de Brito Sobrinho (18 februari 1998 - 22 februari 2012)
- Ailton Menegussi (6 november 2013 - heden)

Fortaleza (aartsbisdom) · Crateús · Crato · Iguatu · Itapipoca · Limoeiro do Norte · Quixadá · Sobral · Tianguá